# Karl Mocker
Karl Mocker (né le 22 novembre 1905 à Horatitz, Autriche-Hongrie et mort le 17 juillet 1996 à Schwäbisch Gmünd) est un homme politique allemand (GB/BHE, plus tard CDU).

## Biographie
Mocker est le fils d'un maître d'école. Il passe son baccalauréat et étudie le droit et l'économie nationale à l'Université allemande de Prague. Il passe les examens juridiques tchécoslovaques en 1927 et 1929 et obtient un doctorat en droit en 1929. Il travaille ensuite comme avocat à Komotau. Après la Seconde Guerre mondiale, Mocker arrive à Schwäbisch Gmünd en tant que personne expulsée de son pays natal et s'y réinstalle en tant qu'avocat. À partir de 1949, Mocker est président de l'association régionale des Allemands expulsés du Wurtemberg.

## Parti politique
Dans les années 1930, Mocker est membre du Parti allemand des Sudètes, après l'annexion des Sudètes en 1938 au NSDAP (numéro de membre 6 727 790). En 1949, Mocker est cofondateur de la communauté d'urgence des expulsés dans le Wurtemberg-Bade. En 1950, il participe à la fondation du GB/BHE. En 1971, Mocker rejoint la CDU.

## Député
En 1950, Mocker entre au Landtag de Wurtemberg-Bade (de) pour le GB/BHE, où il devient initialement vice-président du groupe parlementaire DG/BHE. En tant que président de l'« Association territoriale des Allemands expulsés » du Bade-Wurtemberg, il signe la charte des expulsés allemands (de). Le groupe parlementaire BHE obtient que le "droit à la patrie" postulé dans cette charte soit inscrit dans la constitution du Land. Lorsque la faction DG / BHE se scinde peu de temps avant les élections régionales de tout le Bade-Wurtemberg en 1952, Mocker devient le chef de la faction BHE. En 1952, il est élu au parlement du nouvel État du Bade-Wurtemberg, mandat qu'il quitta le 9 mars 1954. Son successeur est Alexander Eschenbach (de). En 1953, Mocker réussit à entrer au Bundestag, dont il sera député jusqu'en 1957. Au Bundestag, il est d'abord vice-président de son groupe parlementaire avant d'en devenir le président le 15 mars 1955. De 1956 à 1964, Mocker est à nouveau député du Landtag de Bade-Wurtemberg et quitte donc son poste de chef de groupe au Bundestag le 26 avril 1956.

## Autres mandats
Le 8 juin 1972, Mocker devient secrétaire d'État aux expulsés du Bade-Wurtemberg, succédant à Josef Schwarz (de). Pour des raisons d'âge, il quitte ce poste lors de la formation du nouveau gouvernement le 2 juin 1976.